# 景中街

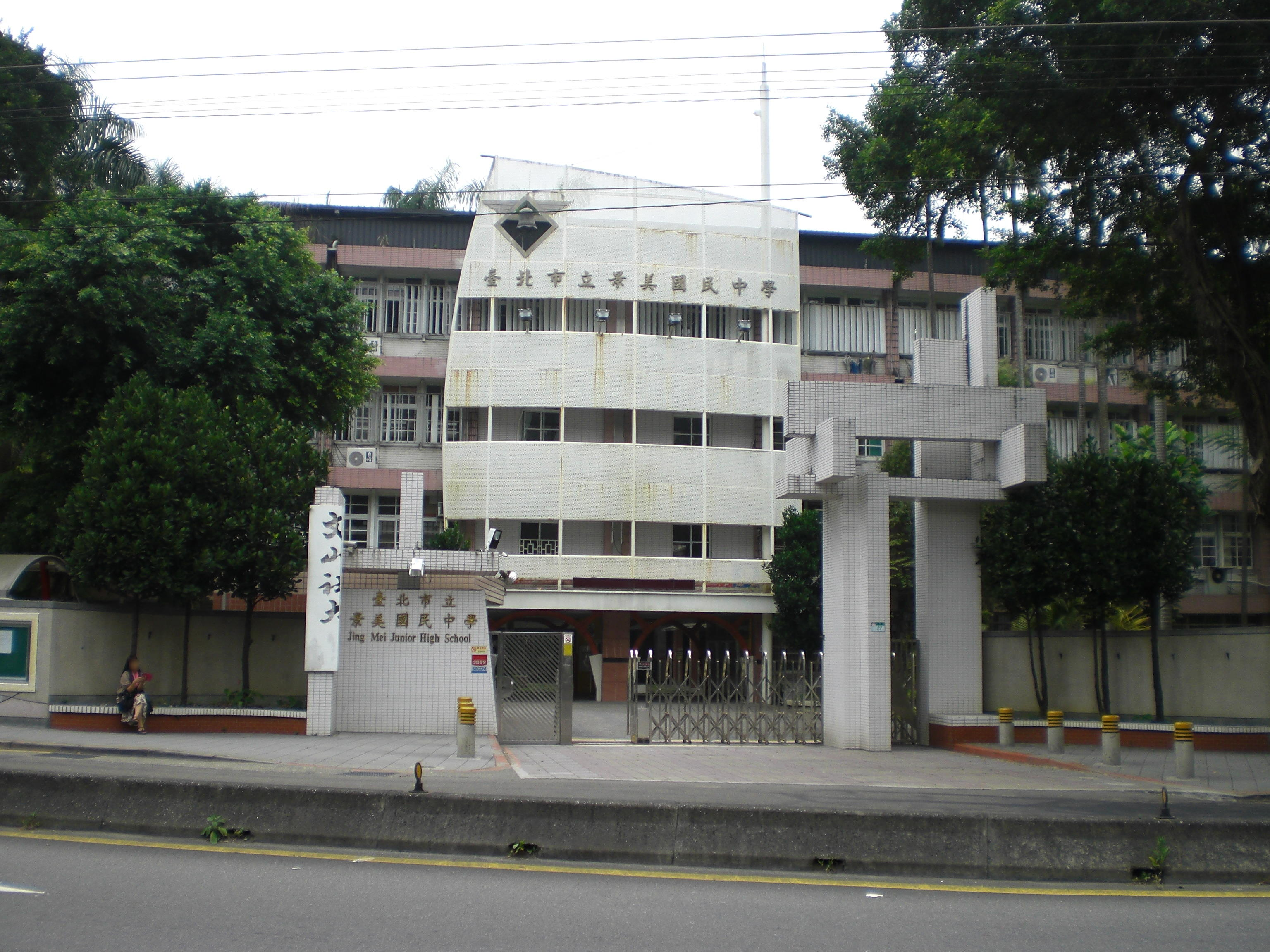
景中街上的景美國中

景中街是臺北市文山區的一條道路。西接景福街，東抵景興路。

## 道路設計

### 車道數
- 羅斯福路-景文街段：西行二線道；東行三線道。
- 景文街-景興路段：雙向各二線道。

### 號碼
單號1~45，雙號2~36。

## 沿線設施
- 捷運景美站
  - 台北市公共自行車租賃系統捷運景美站
- 臺北市政府警察局文山第二分局
- 景行公園[1]
- 景美國中、臺北市文山社區大學